# Josh McEachran
Joshua Mark McEachran (ur. 1 marca 1993 w Oksfordzie) – angielski piłkarz grający na pozycji pomocnika w angielskim klubie Brentford.

## Kariera klubowa

### Chelsea
Początkowo występował w Garden City F.C., w 2001 roku trafił do Chelsea. W pierwszym zespole zadebiutował 15 września 2010 w meczu Ligi Mistrzów z MŠK Žilina, zmieniając w 79 minucie Josiego Benajuna. Tym samym stał się pierwszym piłkarzem urodzonym po wprowadzeniu Champions League (25 listopada 1992), występującym w tych rozgrywkach. McEachran zaliczył swój debiut na Stamford Bridge w Carling Cup przeciwko Newcastle United 22 września. 3 dni później po raz pierwszy wystąpił w Premier League, wchodząc na murawę w 81 minucie za Brazylijczyka Ramiresa w przegranym 0:1 spotkaniu z Manchesterem City. W sezonie 2010/2011 rozegrał łącznie 17 meczów, ponadto otrzymał nagrodę dla najlepszego młodego gracza Chelsea. 15 lipca 2011 roku przedłużył swój kontrakt z londyńskim zespołem o pięć lat.

### Wypożyczenia
W styczniu 2012 został wypożyczony do Swansea City. W walijskiej drużynie rozegrał cztery spotkania w lidze i jedno w pucharze Anglii. 20 sierpnia 2012 roku został ponownie wypożyczony, tym razem do Middlesbrough. Dzień później zadebiutował w barwach Boro. Od tego momentu stał się podstawowym zawodnikiem w jedenastce drużyny Tony’ego Mowbraya. McEachran otrzymał nagrodę dla najlepszego młodego zawodnika sezonu 2012/13 ekipy Middlesbrough. 20 września 2013 trafił na wypożyczenie do Watford, prowadzonego przez Gianfranco Zolę, do 2 stycznia 2014 roku. 24 września zadebiutował wystąpił w barwach Watford, w przegranym 2:3 spotkaniu Capital One Cup z Norwich City. McEachran zaliczył swój pierwszy występ w lidze od pierwszej minuty w wygranym 2:1 wyjazdowym meczu z Huddersfield Town 5 października, gdzie Anglik otrzymał bardzo dobre noty za swój występ. Na początku 2014 roku został wypożyczony do Wigan Athletic.
18 sierpnia 2014 został wypożyczony do Vitesse.

### Brentford
10 lipca 2015 roku przeniósł się do Brentford.

## Kariera reprezentacyjna
W barwach narodowych po raz pierwszy wystąpił 11 października 2007 roku w meczu reprezentacji do lat 16 z Irlandią Północną. W 2010 wraz z kadrą U-17 został mistrzem Europy – w turnieju, który odbył się w Liechtensteinie, był podstawowym zawodnikiem (strzelił również jednego gola – zdobył bramkę w grupowym meczu z Czechami). 16 listopada 2010 zadebiutował w reprezentacji U-21 w spotkaniu z Niemcami. 25 marca 2013 roku McEachran zdobył swoją pierwszą bramkę dla reprezentacji Anglii do lat 21, w wygranym 4:0 meczu przeciwko Austrii.
Jego rodzice są Szkotami, dzięki czemu może występować w reprezentacji Szkocji.

## Sukcesy

### Reprezentacja
- Mistrzostwa Europy U-17: 2010